# 张乐进求

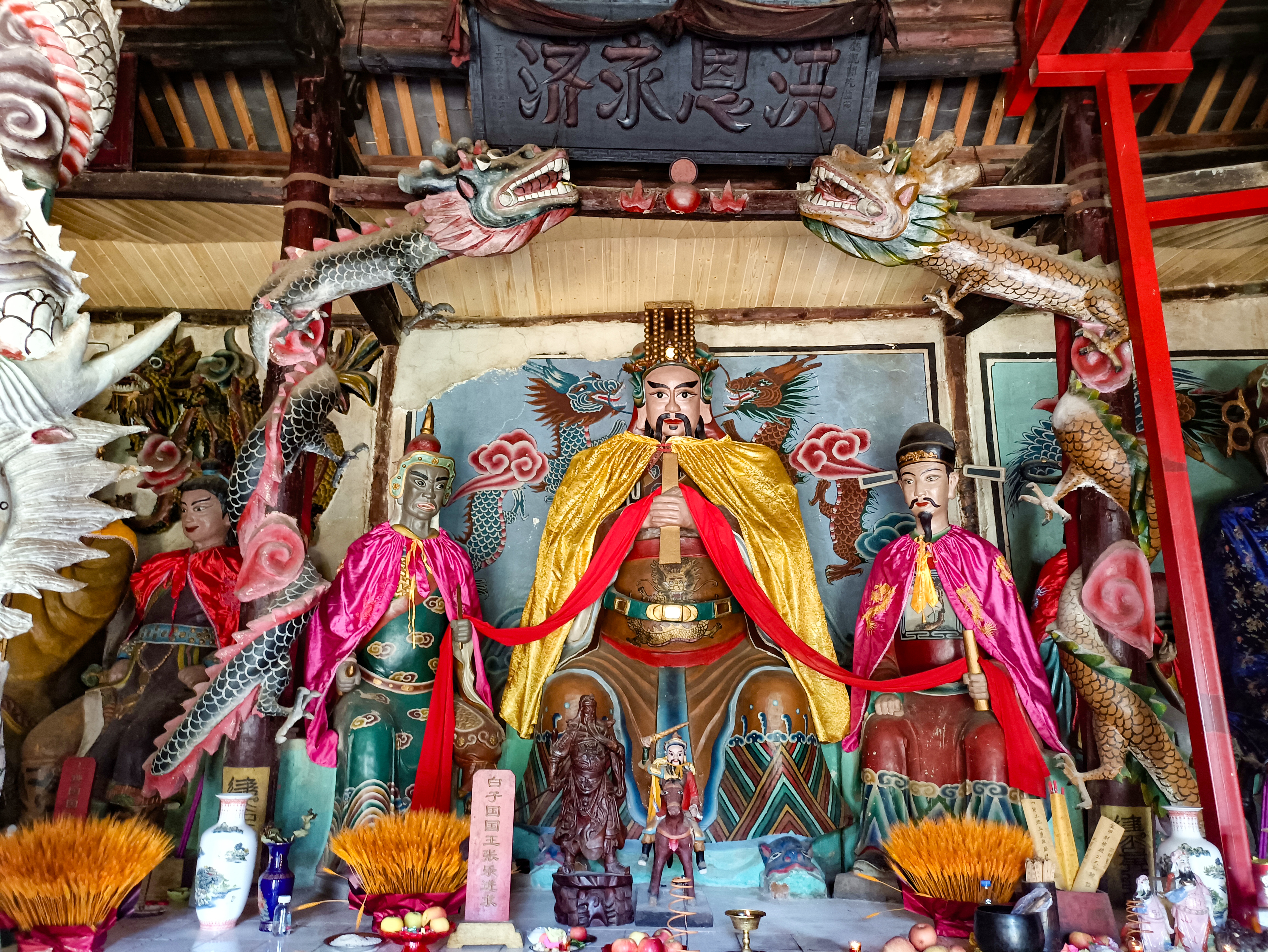
大理鹤顶寺供奉的张乐进求塑像

张乐进求，又作张乐求进，《南詔圖傳》作張樂盡求，白族认可的先祖之一。是唐初戎州都督府匡州白崖（今云南弥渡县红崖）建宁国国王。
据传，他是汉武帝封酋张仁果之后，食白饭，都白崖，称白王，统领白子国。张乐进求是白子国国王仁果三十三代孙（一作三十代）。仁果传十五世至龙佑那，被诸葛亮封为长，赐姓张，改白子国为建宁国。再传十七世至张乐进求。唐朝初年，张乐进求遣使随都督韦仁寿入朝，被唐朝封为首领大将军（一作云南镇守将军），称“云南国诏”。唐太宗时，他以女儿嫁给蒙氏细奴逻。唐高宗永徽元年（650年），张乐进求逊位细奴逻，张氏建宁国被大蒙国（南诏）代替，使南诏一统云南。这都是传说，并非史实。今云南大理喜洲有圣源寺，其北“神都”传说即为张乐进求所设，另说为大理段皇先祖段宗牓。